# Thorleif Lund
Thorleif Brinck Lund, född 7 juni 1880 i Stavanger, död 30 juni 1956 i Danmark, var en norsk skådespelare. Han verkade under många år i Danmark men var under hela livet norsk medborgare.

## Biografi
Lund var son till distriktsläkare Hans Geelmuyden Lund (1845–1912) och Bertella Karen Lauritza Bertelsen (1852–1935). Thorleif Lund tog middelskoleexamen (jämför realskoleexamen) från Giertsens skola i Oslo 1895. Han utbildade sig senare vid Treiders handelsskola och var kontorsanställd i Stavanger 1897–1899, i Hamburg 1899–1900 och åter i Stavanger från 1902 då han startade eget företag.
Han scendebuterade på Nationaltheatret i Oslo 1905 i Sigurd Eldegards Fossegrimen och engagerades 1906 vid Centralteatret i Oslo. År 1907 deltog han i Centralteatrets turné med Franz Lehárs Den glada änkan i rollen som greve Danilo. Mellan 1908 och 1913 var han engagerad vid Den Nationale Scene i Bergen. Åren 1912–1913 företog han studieresor till Köpenhamn, Berlin och Paris och gjorde även en del gästspel på turné. År 1912 började han filmskådespela för Skandinavisk-Russisk Handelshus (senare Filmfabriken Danmark) och debuterade i Skibsrotten. År 1914 kom han till Nordisk Film och medverkade sammanlagt i 44 filmer 1912–1923. Han uppnådde dock inte samma stjärnstatus som landsmännen Alf Blütecher och Nicolai Johannsen. År 1917 blev han avskedad från Nordisk Film tillsammans med 60 andra skådespelare som en följd av första världskriget. Åren 1917–1918 turnerade Lund i Norge och Sverige med eget sällskap bestående av avskedade skådespelare från Nordisk Film. Turnén blev dock inte den succé man hoppats på. År 1920 avslutade han formellt sin skådespelarkarriär, men gästspelade 1922 på Den Nationale Scene i Bergen i Den glada änkan. Han gjorde också en sista filmroll 1923 som åklagare i Republikaneren. Under en kort period var han också teaterchef i Stavanger.
Efter filmkarriären startade han 1921 eget företag i Köpenhamn och arbetade under sju år som revisor och affärsansvarig för en manufakturfirma. Han blev senare prokurist och reklamchef på Magasin du Nord, där han stannade i elva år. Från 1939 var han direktör för en handskfabrik.
Lund var gift två gånger. Första gången från 1908 med målaren Janne Lange Kielland Holm och från 1915 med skådespelaren Ebba Thomsen. Han medverkade i sammanlagt tolv filmer tillsammans med Thomsen. Lund ligger begravd på Gentofte kyrkogård.

## Filmografi (urval)
- 1917 – Synd skal sones